# みせん丸
みせん丸（みせんまる）は、JR西日本宮島フェリーの宮島航路に就航する船舶である。西日本旅客鉄道（JR西日本）が最初に新造した鉄道連絡船である。現在のみせん丸は4代目である。
船名の「みせん」は、宮島にある山、弥山に由来する。

## 概略
内海造船田熊工場で建造し、1996年（平成8年）3月7日進水。同年4月18日竣工。同年4月27日就航。カーフェリーの機能を強化し、前後対称の船体が特徴である。
観光船の役割を重視し、船室には大型の窓を使用している。

## プロフィール
- 総トン数：218t
- 全長：34.7m[1]
- 全幅：9.5m[1]
- 定員：800名[1]　（車両搭載時　460名）
- 自動車：15台（4m未満）[1]
- 速力：10.6kt
- 船籍： 日本 廿日市市

## その他
宮島航路で「弥山丸」「みせん丸」の名称の船舶は4隻ある（西暦は宮島航路での就航年）。
弥山丸（初代）　鉄道省→国鉄　1920年～1954年
みせん丸（2代目）　国鉄　1965年～1975年
みせん丸（3代目）　国鉄→JR西日本　1978年～1996年
みせん丸（4代目）　JR西日本→JR西日本宮島フェリー　1996年～